# ديليبي راو
ديليبي راو (بالإنجليزية: Dileep Rao)‏ هو ممثل أمريكي، ولد في 29 يوليو 1973 بلوس أنجلوس في الولايات المتحدة.

## أعمال

### أفلام
- (2009) أفاتار[4][5][6][7]
- (2009) اسحبني إلى الجحيم[8][9]
- (2010) استهلال[10][11]

## وصلات خارجية
- ديليبي راو على موقع IMDb (الإنجليزية)
- ديليبي راو على موقع قاعدة بيانات الفيلم (الإنجليزية)